# Serra d’Aiello
Serra d’Aiello ist eine Gemeinde in der italienischen Provinz Cosenza der Region Kalabrien mit 529 Einwohnern (Stand 31. Dezember 2023).
Sie grenzt an die Gemeinden Aiello Calabro, Amantea, Cleto und San Pietro in Amantea.